# Néleusz-papagáj
A Néleusz-papagáj (Nelepsittacus) nem négy faja a  kea nem közeli rokona. Maradványait az új-zélandi Ontago ban található Alsó Bannockburn Formáció (Lower Bannockburn Formation) kora miocén rétegeiben találták; a négy faj közül három kapott nevet. A csontvázak több jellemzői sajátossága — nevezetesen a coracoid, a felkarcsont, a tibiotarsus és a tarsometatarsus — a keákkal közös.
A nemet a görög mitológiában szereplő Néleuszról, Nesztór apjáról nevezték el, mivel a keák tudományos neve Nestor spp.
- Típusfaja, a kis Néleusz-papagáj (Nelepsittacus  minimus), az eddig megismert legkisebb faj.

- A második legkisebb, a közép Néleusz-papagáj (Nelepsittacus donmertoni) a csontjai alapján körülbelül akkora lehetett, mint a kelet-ausztrál Karmazsin rozella (Platycercus elegans). Ezt a fajt a néhai Don Merton tiszteletére nevezték el, aki fontos szerepet játszott a kakapó megmentésében.

- A nagy Néleusz-papagáj (Nelepsittacus  daphneleeae) mintegy negyedével nagyobb, mint a N. donmertoni. E papagáj felkarcsontja és singcsontja arra utal, hogy kicsivel nagyobb volt, mint az ausztrál királypapagáj (Alisterus scapularis); de egy kicsit kisebb, mint egy rózsás kakadu (Eolophus roseicapillus).

- Az utolsó faj eddig még leíratlan: csupán egy bal lapocka és egy felkarcsont alapján ismert, hozzávetőleg akkora lehetett, mint a hegyi kea (Nestor notabilis).[2]

A St. Bathans-fauna fosszilis állatvilága arra utal, hogy ezek a papagájok szubtrópusi esőerdőkben élhettek. A korai miocén közepe után, az éghajlat lehűlt, a biomassza tömege csökkent, több faj kihalt.

A bagolypapagáj-félék (Strigopoidea) eredete.

## Fordítás
Ez a szócikk részben vagy egészben  a   Nelepsittacus című angol Wikipédia-szócikk fordításán alapul.  Az eredeti cikk szerkesztőit annak laptörténete sorolja fel. Ez a jelzés csupán a megfogalmazás eredetét és a szerzői jogokat jelzi, nem szolgál a cikkben szereplő információk forrásmegjelöléseként.